# First Love (série de televisão de 1996)
First Love (hangul: 첫사랑; rr: Cheot Sarang) é uma série de televisão sul-coreana exibida pela KBS2 de 7 de setembro de 1996 a 20 de abril de 1997, estrelada por Bae Yong-joon, Choi Soo-jong e Lee Seung-yeon.
Atualmente, é o segundo drama coreano com a melhor classificação de todos os tempos, com base nas classificações de audiência de um episódio, atingindo 65,8% em sua transmissão final em 20 de abril de 1997. Sua classificação média para toda a sua execução foi de 52,6%.

## Enredo
Sung Chan-woo e Sung Chan-hyuk vivem nos subúrbios pobres de Seul com o pai, tentando superar as dificuldades da vida. Quando Chan-woo descobre que sua paixão pelo ensino médio, Hyo-kyung, está namorando seu irmão mais velho, Chan-hyuk, seu coração se parte. Entre Hyo-kyung e Chan-hyuk, no entanto, nem tudo é bom, já que seu pai rico, um gângster, não está feliz por sua filha sair com um aspirante a artista ao verde, e decide terminar o relacionamento causando para Chan-hyuk, um misterioso acidente que o deixa paralisado. Chan-woo, até então um estudante de direito rebelde, decide desistir de sua carreira promissora e entrar no mundo da máfia para fazer a família sofrer com o sofrimento de Hyo-kyung.

## Elenco
- Bae Yong-joon como Sung Chan-woo
- Choi Soo-jong como Sung Chan-hyuk
- Lee Seung-yeon como Lee Hyo-kyung
- Song Chae-hwan como Sung Chan-ok (irmã de Chan-hyuk e Chan-woo)
- Choi Ji-woo como Kang Suk-hee
- Park Sang-won como Kang Suk-jin (irmão de Suk-hee)
- Lee Hye-young como Park Shin-ja
- Son Hyun-joo como Ju Jung-nam (guitarrista)
- Bae Do-hwan como Oh Dong-pal
- Jo Kyung-hwan como Lee Jae-ha (pai de Hyo-kyung)
- Yoon Mi-ra como mãe de Hyo-kyung
- Kim In-moon como Sung Duk-bae (pai de Chan-woo)
- Jeon Yang-ja como Presidente Jun (mãe de Suk-jin)
- Park Jung-soo como a mãe de Suk-jin
- Kim Tae-woo como Park Hyung-ki (colega de classe de Chan-woo)
- Song Hye-kyo como um dos alunos que estão sendo orientados por Hyo-kyung
- Park Sang-min
- Lee Kyung-shim
- Park In-hwan
- Cha Tae-hyun como amigo de Chan-woo

## Transmissão internacional
Devido à popularidade de Bae Yong-joon após Winter Sonata, First Love foi exibido no Japão na NHK em 2005.